# История Варшавского политехнического института
Варшавский политехнический институт императора Николая II был основан в 1898 году как высшее техническое учебное заведение Российской империи.

## История института (1898—1915)
Институт был учреждён (декретом от 08.06.1898) в составе трех отделений: химического, механического и инженерного. В состав предметов, преподаваемых на инженерно-строительном отделении, было включено сельскохозяйственное строительство. Продолжительность курса обучения составляла 4 года. Институт был учреждён почти всецело на добровольные пожертвования местного общества; расходы по ежегодному содержанию покрывались из сумм государственного казначейства.

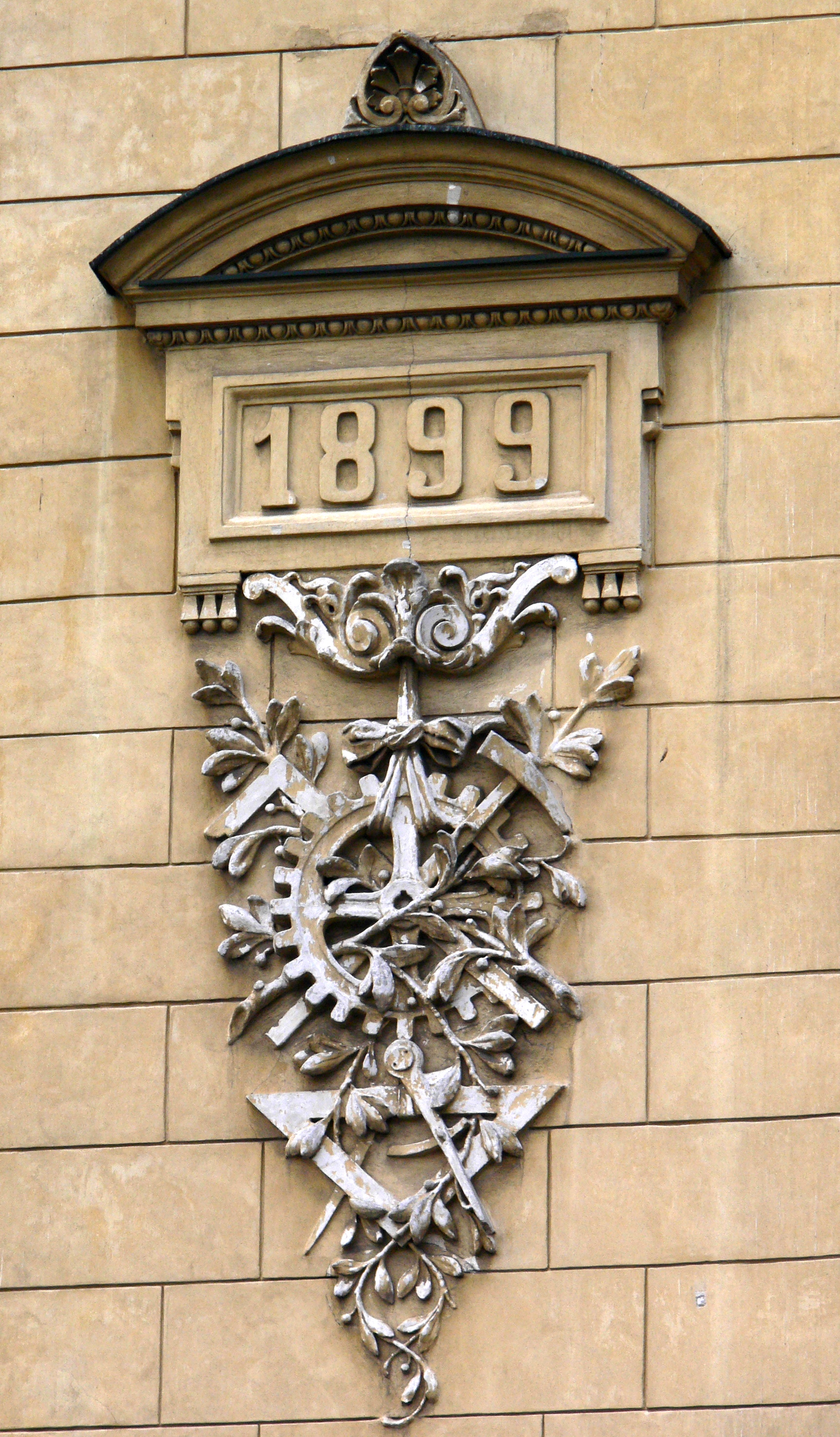
Знак с датой основания института на фасаде Главного корпуса

В 1898 году Техническое отделение Варшавского Общества русской торговли и промышленности получило 1 миллион рублей от императора Николая II (деньги были собраны жителями Царства Польского и осенью 1897 года были переданы императору) на открытие Технического университета, названного в честь императора Николая II. Курсы с русским языком обучения начались (05.09.1898) в здании на Маршалковской улице, но вскоре были перенесены в новые здания, построенные специально для Института. Здания института были спроектированы архитекторами Брониславом Рогуйским и Стефаном Шайллером.
Варшавская «политехника» состояла в непосредственном ведении сначала Министерства финансов (1898—1905), а затем Министерства торговли и промышленности (с 1905).
Первым директором политехнического института (с 1898) был назначен А. Е. Лагорио, назначенный по уставу также деканом горного отделения. На момент открытия университет имел три отделения: механическое, химическое и инженерно-строительное. И. Ф. Юпатов — директор института (1907—1908). В. П. Амалицкий — директор института (1908—1917).
К началу 1899—1900 учебного года в институте обучался 431 студент, из которых 270 на первом курсе и 161 на втором курсе. В 1903 году в институте было открыто четвёртое отделение — горное.
Поляки составляли большинство состава студентов вплоть до 1905 года, когда их количество достигло 1100 человек. Однако в результате событий революции 1905—1907 годов количество слушателей резко уменьшилось и вновь достигло предреволюционного уровня лишь незадолго до начала Первой мировой войны.
В результате студенческих беспорядков 1905 года политехнический институт был закрыт. В декабре 1906 года Совет министров России склонился к передислокации Варшавского политехнического в Новочеркасск. Шестнадцатого января 1907 года на заседании Совета Министров было принято решение учредить политехнический институт в Новочеркасске (будущий Донской политехнический институт), использовав для этой цели денежные средства и личный состав Варшавского политехнического института. В 1908 году политехнический университет был возвращён в Варшаву, где продолжил свою деятельность.
В 1915/1916 учебном году в институте обучались 1639 студентов, что составляло 8,3 % всех студентов инженерных вузов России. Начавшаяся в 1914 году Первая мировая война и наступление немецких войск на Варшаву заставили Российское правительство спешно эвакуировать Варшавский политехнический институт в Москву. При этом значительная часть имущества института осталась в Варшаве. Если до войны материальная база оценивалась в 1 млн. 104 тыс. рублей, то удалось вывезти оборудование стоимостью в 115 тыс. руб. Многие эвакуированные преподаватели были вынуждены оставить в Варшаве своё личное имущество.

## История института в России (после 1915 года)
Москва была местом временного размещения института, планировался его перевод в другой российский город. Многие города хотели получить хотя и сильно пострадавший, но имеющий уже 16-летний опыт деятельности, да к тому же финансируемый из государственной казны институт. Свои предложения принять вуз выдвинули Тифлис, Саратов, Екатеринослав, Оренбург, Омск, Екатеринодар, Одесса и Нижний Новгород.
Министерство торговли и промышленности, в ведении которого находился институт, поставило условием перевода то, что принимающий город соберет на обустройство института не менее 2 млн руб, в результате чего началось соревнование городов за право размещения у себя Варшавского политехнического института. 
Одним из главных соперников Нижнего Новгорода в этом вопросе была Одесса. Вот что писали об этом «Одесские новости»: «Вся профессура института была против перевода его в Нижний Новгород — слишком глухой, отрезанный от европейских центров город, и, самое главное, совершенно лишенный академической жизни. Другое дело — Одесса; здесь наличность известных академических традиций, с определённой академической обстановкой, которую не мог не создать имеющий 50-летнюю историю университет — большая приманка для всех руководителей академической жизни. Такое настроение можно и должно было использовать. Однако это не было сделано».
Одесситы ограничились лишь тем, что в письменной форме предложили свои условия. Совет профессоров ответил благодарственной телеграммой и ждал дальнейших активных шагов, но не дождался. Дело размещения института в г. Одессе немного сдвинулось с места, когда выяснилась возможность привлечения к этому одесского, херсонского, николаевского и всех бессарабских и южных земств, располагающих, как известно, большими средствами соответствующих сословных учреждений: банков, бирж, городских кредитных обществ. Но дальше разговоров дело не пошло.
В это время в Нижнем Новгороде развернулась целая кампания по организации размещения у себя Варшавского политехнического института.
Для открытия технического университета в Нижнем Новгороде, был начат сбор средств. Совещание преподавателей, представителей промышленности и торговли Нижнего Новгорода постановило собрать к уже отпущенной им же на устройство сумме в 700 тыс. руб. ещё дополнительно 1 млн руб. На эти цели владелец мельниц М. Е. Башкиров пожертвовал 500 тыс. руб., М. А. Дегтярев и городской голова Д. В. Сироткин — по 100 тыс. руб., Б. М. Бурмистров — 50 тыс. руб. Кроме того, город ассигновал из своего бюджета 500 тыс. руб. Сделали свои вклады земство, дворянство, другие частные лица. Активная позиция городских властей во главе с Д. В. Сироткиным, регулярные поездки в Москву и Петроград в Министерство торговли и промышленности, в ведении которого находился Варшавский политехнический институт, сделали своё дело. 6 июля 1916 года было принято решение о переводе Варшавского политехнического института в Нижний Новгород.
В Нижний Новгород приехали 53 из 66 преподавателей и сотрудников института, преподававших в Варшаве. Среди них были: директор института В. П. Амалицкий, декан механического отделения В. К. Задарновский, декан химического отделения И. И. Бевад, редактор «Известий Варшавского политехнического института» И. Р. Брайцев, а также В. А. Солонина, И. Ф. Чорба, А. Н. Кугушев, Н. Н. Ворожцов, И. А. Черданцев, Б. Г. Рождественский, Б. М. Лампси, В. С. Буровцев, Р. Е. Вагнер, Н. А. Семенов, П. И. Матвеев, И.И. Бевад и другие.
Варшавский политехнический институт начинает деятельность в Нижнем Новгороде под названием Нижегородский политехнический институт. Занятия в институте начались (01.10.1916) во временных помещениях. В конкурсных экзаменах принимало участие 4600 абитуриентов, было принято 400 человек на первый курс. 
Однако в качестве самостоятельного вуза Нижегородский политехнический институт существовал недолго. После Октябрьской революции был поставлен вопрос о демократизации высшей школы, под которой понималось в первую очередь изменение социального состава студентов и преподавателей в пользу рабочих и крестьян, а институт, по мнению местных властей, к такой демократизации готов не был. 
Для большей демократизации высшей школы было решено создать в Нижнем Новгороде университет, а Нижегородский политехнический институт, Народный университет и Высшие сельскохозяйственные курсы закрыть и все их имущество передать создающемуся университету.
22 мая 1918 года Государственная комиссия по просвещению приняла постановление об учреждении Нижегородского университета, а 25 июня 1918 года СНК РСФСР принял декрет «Об упразднении Нижегородского политехнического института» за подписью В. И. Ленина. 

## История института в Польше (после 1915 года)
После входа немецких войск (05.08.1915) в Варшаву, для завоевания симпатий местного населения было разрешено вести обучение на польском языке в Варшавском университете и Варшавском политехническом институте. Торжественное открытие института состоялось 15 ноября 1915 года. Первым ректором Варшавского политехнического института стал Зигмунт Страшевич (пол. Zygmunt Straszewicz). Период Первой мировой войны, а также события, связанные с восстановлением польского государства (в том числе польско-советская война) не способствовали развитию университета. Ежедневные лекции начались лишь в ноябре 1920 года.

## Выпускники
- См. Категория:Выпускники Варшавского политехнического института Императора Николая II